# Elaine z Astolat

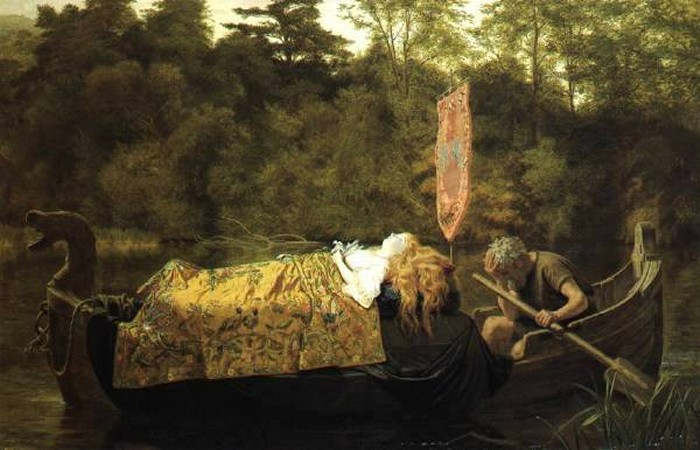
Elaine na obrazie Sophie Gengembre Anderson

Elaine z Astolat – postać jednej z legend arturiańskich.
Córka Bernarda z Astolat, znana też jako Pani z Shalott. Rzucono na nią śmiertelne przekleństwo, które na zawsze miało ją uwięzić na wyspie Shalott – gdyby ją opuściła, miała ją czekać niechybna śmierć. Spędzała całe dnie w zamku, tkając gobelin, jednak pewnego dnia spostrzegła przez okno pięknego rycerza w lśniącej zbroi. Był to sir Lancelot, w którym zakochała się od pierwszego wejrzenia. Porzuciła pracę, opuściła zamek i – nie bacząc na klątwę – popłynęła łodzią do Camelotu. Po drodze słabła coraz bardziej, ale nie zawróciła. Gdy wpłynęła do Camelotu, umarła. Rycerze i mieszczanie zebrali się nad rzeką, aby podziwiać jej urodę. Lancelot powiedział, że nigdy nie widział nikogo piękniejszego i prosił o litość dla niej u Boga.
Poemat Pani z Shalott Alfreda Tennysona inspirowany był legendą Elaine z Astolat.